# Nowy Kopiniak

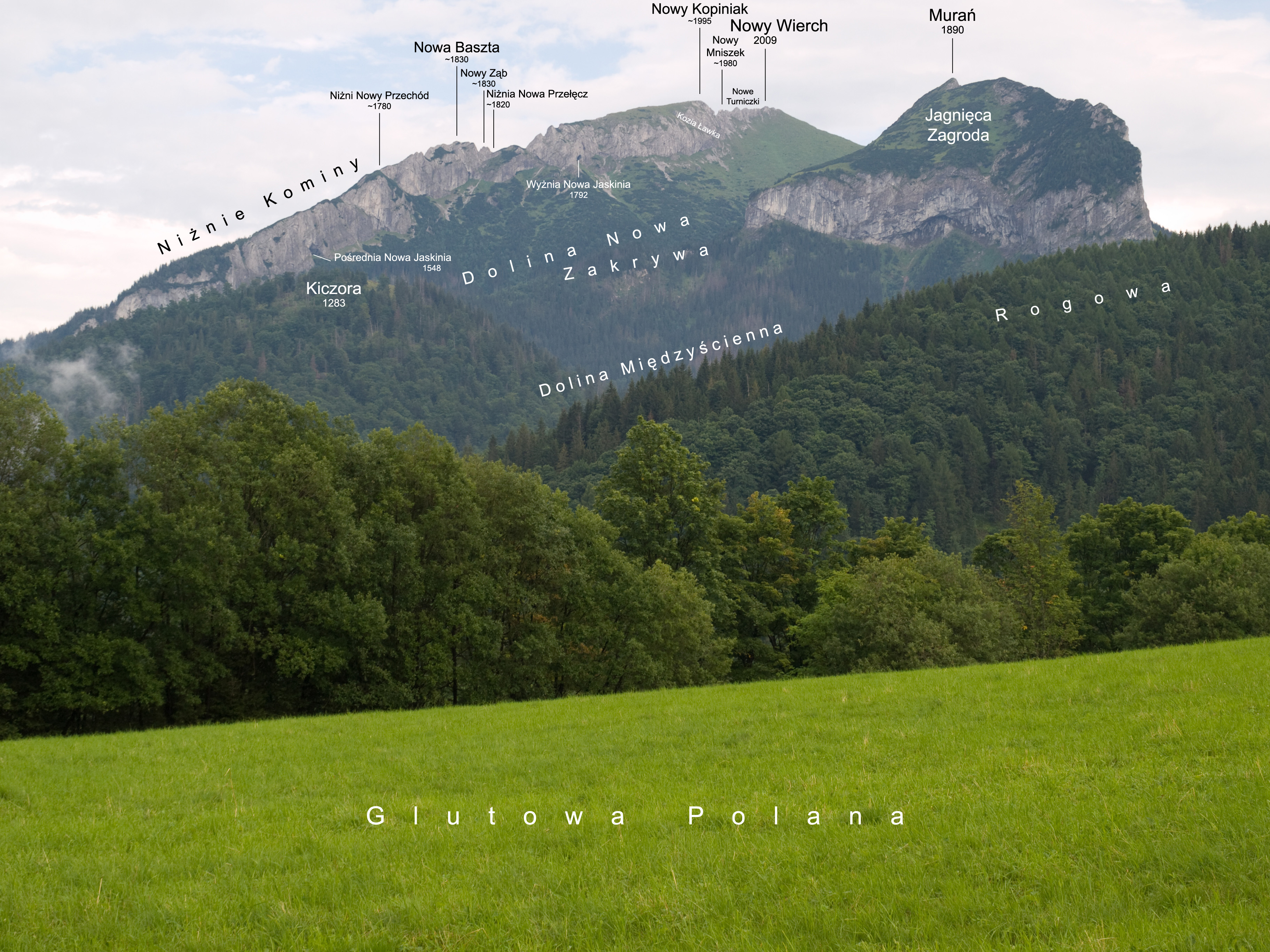
Nowe Turniczki po lewej stronie szczytu Nowego Wierchu

Nowy Kopiniak – skalny masyw w grani Kominów Zdziarskich w słowackich Tatrach Bielskich. Wznosi się na wysokość około 1995 m n.p.m. Na północy opada trzema uskokami do Niżniej Nowej Przełęczy (ok. 1830 m), na południu stromo do Pośredniej Nowej Szczerbiny (ok. 1960 m). Jego wysokość rośnie w kierunku z północy na południe, osiągając najwyższy punkt na południowym końcu sporego, trawiastego tarasu o niewielkim nachyleniu. Taras ten jednak do Doliny Hawraniej opada ścianą o wysokości około 100 m. Jest ona pionowa na całej swojej wysokości. Na zachód, do Nowej Doliny opada łagodniejszymi i bardziej urzeźbionymi ścianami. U podnóża dolnej części tych ścian znajduje się olbrzymi otwór Wyżniej Nowej Jaskini. Jest widoczny z daleka. Powyżej niego znajdują się jeszcze inne, niewielkie otwory.
Najłatwiejsze wejście na Nowy Kopiniak jest z Nowej Doliny przez Kozią Ławkę (0- w skali tatrzańskiej). Prawdopodobnie chodzili nim naganiacze Christiana Hohenlohego. Pierwsze przejście granią od Niżniego Nowego Przechodu na szczyt Nowego Wierchu: Vladimir Tatarka i Martin Pršo 21 października 1987 r. Wejście z Pośredniej Nowej Przełączki na Nowego Mniszka to III w. Pierwsze przejście lewą częścią zachodniej ściany: Władysław Cywiński 6 listopada 1994 r. (miejscami I).
Znajduje się w zamkniętym dla turystów i taterników obszarze ochrony ścisłej Tatrzańskiego Parku Narodowego).